# IC 2532
IC 2532 est une galaxie spirale barrée située dans la constellation de la Machine pneumatique. Sa vitesse par rapport au fond diffus cosmologique est de 3 137 ± 24 km/s, ce qui correspond à une distance de Hubble de 46,3 ± 3,3 Mpc (∼151 millions d'al). Elle a été découverte par l'astronome américain DeLisle Stewart en 1900.
IC 2532 présente une large raie HI et elle renferme des régions d'hydrogène ionisé.
À ce jour, cinq mesures non basées sur le décalage vers le rouge (redshift) donnent une distance de 31,620 ± 6,808 Mpc (∼103 millions d'al), ce qui est à l'extérieur des valeurs de la distance de Hubble.

## Groupe de NGC 3038
La galaxie IC 2532 fait partie du groupe de NGC 3038. Outre NGC 3038 et IC 2532, ce groupe compte au moins 4 autres galaxies : NGC 3087, NGC 3120, ESO 373-21 et ESO 373-26.